# Ghiacciaio Osuga
Il ghiacciaio Osuga è un ghiacciaio lungo circa 18 km situato nella parte nord-occidentale della Dipendenza di Ross, nell'Antartide orientale. Il ghiacciaio Osuga, il cui punto più alto si trova a circa 2100 m s.l.m., si trova sulla costa di Borchgrevink, nella parte orientale dei monti della Vittoria, dove fluisce verso nord-est, scorrendo lungo il versante meridionale del monte Burton fino a unire il proprio flusso a quello del ghiacciaio Trafalgar.

## Storia
Il ghiacciaio Osuga è stato mappato da membri dello United States Geological Survey (USGS) grazie a fotografie aeree scattate dalla marina militare statunitense nel periodo 1960-64, e così battezzato dal Comitato consultivo dei nomi antartici in onore di David T. Osuga, un biologo di stanza alla stazione McMurdo nella stagione 1966-67.